# Pylová láčka

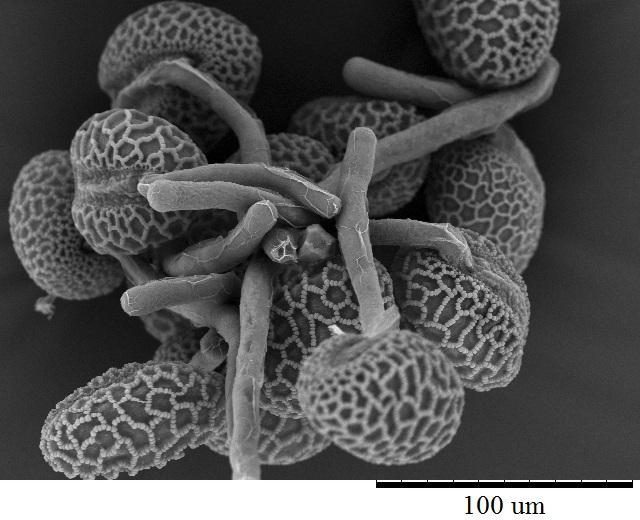
Pylové láčky lilie nasnímané elektronovým mikroskopem

Pylová láčka je buněčný útvar (polárně rostoucí buňka), který prorůstá na povrch pylového zrna poté, kdy pylové zrno dopadne na povrch blizny.
Protože samčí pohlavní buňky vyšších rostlin nejsou pohyblivé, musí si dopravu genetické informace k vajíčku zajistit jinak. Pylové zrno je mikrospora, která obsahuje dvě (až tři) buňky obalené sporodermou. Jedna z buněk je vegetativní, druhá je generativní: Generativní buňka má za úkol předat svou genetickou informaci oplodňované vaječné buňce. Vegetativní buňka se stará o výživu a podporu buňky generativní. Generativní buňka je zcela obklopena druhou buňkou („plave“ uvnitř ní).
Pylová láčka je částí původní vegetativní buňka pylového zrna, která proroste skrze zeslabená místa v jeho sporodermě. O pylovém zrnu pak říkáme, že vyklíčí: Pylová láčka se chová vlastně analogicky jako kořínek. Jde však stále jen o nitkovitě tenkou část jediné (vegetativní) buňky, která přirůstá a protahuje se směrem k vajíčku. Větší část obsahu pylového zrna (jádro vegetativní buňky a generativní buňka resp. dvě spermatické buňky, které z ní při růstu láčky vznikají) postupně přejde do pylové láčky: Spermatické buňky se udržují při vrcholu rostoucí láčky. U krytosemenných rostlin pak pylová láčka prorůstá postupně čnělkou květu směrem k semeníku s vajíčky. Láčka poté, co doroste až k vajíčku, vytvoří zduřeninu: V ní se vytváří tlak, který nakonec způsobí, že se buňka roztrhne a vystřelí spermatické buňky dovnitř do vajíčka, kde dojde k oplodnění vajíčka jednou ze spermatických buněk s následným vznikem zygoty, druhá spermatická buňka (jádro vegetativní buňky pylu) se spojí s centrální buňkou vajíčka a z tohoto spojení vznikne endosperm, který později zajistí výživu klíčícímu semenu.